# Gelfand-Transformation
Die Gelfand-Transformation (nach Israel Gelfand) ist das wichtigste Instrument in der Theorie der kommutativen Banach-Algebren. Sie bildet eine kommutative {\displaystyle \mathbb {C} }-Banachalgebra A in eine Algebra stetiger Funktionen ab. Jedem {\displaystyle a} aus {\displaystyle A} wird eine stetige Funktion {\displaystyle {\hat {a}}\colon X\to {\mathbb {C} }} zugeordnet, wobei {\displaystyle X} ein geeigneter lokalkompakter Hausdorff-Raum ist. Die Zuordnung {\displaystyle a\mapsto {\hat {a}}} ist dabei ein stetiger Algebren-Homomorphismus.

## Motivation, Gelfand-Raum
Betrachtet man eine kommutative {\displaystyle \mathbb {C} }-Banachalgebra {\displaystyle A} nur als normierten Raum mit Dualraum {\displaystyle A'} und Bidualraum {\displaystyle A''=(A')'}, so lassen sich die Elemente von {\displaystyle A} folgendermaßen auf stetige Funktionen abbilden: Man ordne jedem {\displaystyle a} die Funktion {\displaystyle {\hat {a}}\colon A'\rightarrow {\mathbb {C} },{\hat {a}}(\varphi ):=\varphi (a)} zu. Dabei handelt es sich um die bekannte isometrische Einbettung von {\displaystyle A} in den Bidualraum, denn jedes {\displaystyle {\hat {a}}} ist ein Element aus {\displaystyle A''}. Jedes {\displaystyle {\hat {a}}} ist auch stetig. Dabei erweist sich die Normtopologie als unnötig stark. Aus diesem Grunde betrachtet man auf {\displaystyle A'} die schwach-*-Topologie, diese ist gerade definiert als die gröbste Topologie, die alle Abbildungen {\displaystyle {\hat {a}}} stetig macht.
Wenden wir uns wieder der Algebra {\displaystyle A} zu, so müssen wir feststellen, dass die Zuordnung {\displaystyle a\mapsto {\hat {a}}} kein Homomorphismus ist; sie ist nicht multiplikativ, d. h. es gilt nicht {\displaystyle {\widehat {ab}}={\hat {a}}{\hat {b}}}. Dazu müsste nämlich {\displaystyle {\widehat {ab}}(\varphi )={\hat {a}}(\varphi ){\hat {b}}(\varphi )} und damit {\displaystyle \varphi (ab)=\varphi (a)\varphi (b)} für alle {\displaystyle \varphi \in A'} gelten, aber ein lineares Funktional ist in der Regel nicht multiplikativ. Diese Beobachtung gibt aber einen Hinweis, wie man einen Homomorphismus der gewünschten Art konstruieren kann. Man verwendet statt ganz {\displaystyle A'} nur die multiplikativen Funktionale in {\displaystyle A'}, und genau das ist die Gelfand-Transformation.
Wir setzen daher {\displaystyle X_{A}:=\{\varphi \in A';\varphi \,{\text{multiplikativ}},\varphi \not =0\}}. Diese Menge nennt man das Spektrum (Gelfand-Spektrum) von {\displaystyle A} oder auch den Gelfand-Raum von {\displaystyle A}. Man beachte, dass der Nullhomomorphismus herausgenommen wurde. 
Es gibt Banach-Algebren mit leerem Spektrum, z. B. eine Banachalgebra {\displaystyle A} mit der Nullmultiplikation, d. h. {\displaystyle a\cdot b=0} für alle {\displaystyle a,b\in A}. Ist aber {\displaystyle X_{A}\not =\emptyset }, so kann man zeigen, dass {\displaystyle X_{A}} mit der relativen schwach-*-Topologie ein lokalkompakter Hausdorff-Raum ist. 
Nach obigen Ausführungen ist
{\displaystyle {\mathcal {G}}:A\rightarrow C_{0}(X_{A}),\,a\mapsto {\hat {a}},\,{\hat {a}}(\varphi )=\varphi (a)}
ein stetiger Homomorphismus mit Norm {\displaystyle \leq 1}. {\displaystyle C_{0}(X_{A})} ist dabei die Algebra der stetigen, komplexwertigen Funktionen auf {\displaystyle X_{A}}, die im Unendlichen verschwinden. Dieser Homomorphismus heißt Gelfand-Transformation, {\displaystyle {\hat {a}}} nennt man die Gelfand-Transformierte von {\displaystyle a}.

## Beispiel C0(Z)
Sei Z ein lokalkompakter Hausdorffraum und {\displaystyle A=C_{0}(Z)}, so ist A bereits eine Algebra von der Art, auf die die Gelfand-Transformation abbildet. Um die Gelfand-Transformation für diesen Fall zu bestimmen, müssen wir uns einen Überblick über die multiplikativen Funktionale auf {\displaystyle A} verschaffen. Ist {\displaystyle z\in Z}, so ist die Punktauswertung {\displaystyle \delta _{z}:A\rightarrow {\mathbb {C} },\,\delta _{z}(f):=f(z)} offenbar ein multiplikatives Funktional, und man kann zeigen, dass dies bereits alle sind, d. h., dass {\displaystyle X_{A}=\{\delta _{z};z\in Z\}} gilt. Z kann also mittels der Abbildung {\displaystyle z\mapsto \delta _{z}} mit {\displaystyle X_{A}} identifiziert werden, zumindest als Menge. Man kann zeigen, dass diese Abbildung sogar ein Homöomorphismus ist, so dass man Z und {\displaystyle X_{A}} auch als topologische Räume identifizieren kann. In diesem Fall ist also {\displaystyle {\mathcal {G}}:A\rightarrow C_{0}(X_{A})=C_{0}(Z)} nichts weiter als die Identität. Für {\displaystyle A=C_{0}(Z)} bietet die Gelfand-Transformation nichts Neues.

## Beispiel L1(ℝ)
Der Banachraum {\displaystyle A=L^{1}(\mathbb {R} )} ist mit der Faltung als Multiplikation und der 1-Norm eine kommutative {\displaystyle \mathbb {C} }-Banachalgebra. Für {\displaystyle f,g\in L^{1}(\mathbb {R} )} gilt dabei
{\displaystyle f*g(t):=\int _{-\infty }^{\infty }f(s)g(t-s)\mathrm {d} s}
{\displaystyle \|f\|_{1}=\int _{-\infty }^{\infty }|f(s)|\mathrm {d} s}
Wie sehen die multiplikativen Funktionale auf {\displaystyle A} aus? Die Punktauswertungen des {\displaystyle C_{0}(Z)}-Beispiels kommen nicht in Frage, denn für {\displaystyle L^{1}}-Funktionen ist der Funktionswert an einer Stelle gar nicht definiert. Man kann zeigen, dass für {\displaystyle z\in {\mathbb {R} }} durch
{\displaystyle \varphi _{z}(f):=\int _{-\infty }^{\infty }f(t)e^{-itz}\mathrm {d} t}
ein multiplikatives Funktional auf {\displaystyle A=L^{1}(\mathbb {R} )} erklärt ist, und dass umgekehrt jedes multiplikative Funktional von dieser Form ist. Es gilt also {\displaystyle X_{A}=\{\varphi _{z};z\in \mathbb {R} \}} und man kann weiter zeigen, dass die Abbildung {\displaystyle z\mapsto \varphi _{z}} ein Homöomorphismus von {\displaystyle \mathbb {R} } auf {\displaystyle X_{A}} ist. Identifiziert man daher {\displaystyle {\mathbb {R} }} und {\displaystyle X_{A}} mittels dieser Abbildung, so hat die Gelfand-Transformation die Gestalt:
{\displaystyle {\mathcal {G}}:L^{1}(\mathbb {R} )\rightarrow C_{0}(\mathbb {R} ),\,f\mapsto {\hat {f}},\,{\hat {f}}(z)=\int _{-\infty }^{\infty }f(t)e^{-itz}\mathrm {d} t}.
Die Gelfand-Transformation erweist sich damit als eine Abstraktion der Fourier-Transformation.

## Beispiel 'holomorphe Fortsetzung'
Es sei {\displaystyle Z} die Kreislinie {\displaystyle \{z\in \mathbb {C} ;|z|=1\}}. Dann ist {\displaystyle C_{0}(Z)} eine kommutative Banachalgebra mit 1.
Sei {\displaystyle A} die Diskalgebra, das heißt die Unteralgebra aller Funktionen, die eine holomorphe Fortsetzung ins Innere {\displaystyle \{z\in \mathbb {C} ;|z|<1\}} besitzen. Mit ein wenig Funktionentheorie (Maximumprinzip) zeigt man, dass {\displaystyle A} eine Unter-Banachalgebra von {\displaystyle C_{0}(Z)} ist. Wie sehen die multiplikativen Funktionale auf {\displaystyle A} aus? Zunächst sind die Punktauswertungen {\displaystyle \delta _{z},|z|=1}, die ja schon multiplikative Funktionale auf {\displaystyle C_{0}(Z)} sind, natürlich auch multiplikative Funktionale auf {\displaystyle A}. Es gibt aber weitere. Da die holomorphe Fortsetzung einer Funktion ins Innere eindeutig ist, sind auch alle Punktauswertungen {\displaystyle \delta _{z},|z|<1}, multiplikative Funktionale auf {\displaystyle A}. Man zeigt, dass {\displaystyle X_{A}=\{\delta _{z};|z|\leq 1\}} und dass man {\displaystyle X_{A}} mittels {\displaystyle z\mapsto \delta _{z}} auch topologisch mit der Kreisfläche {\displaystyle K=\{z\in \mathbb {C} ;|z|\leq 1\}} identifizieren kann. In diesem Beispiel ist daher
{\displaystyle {\mathcal {G}}\colon A\rightarrow C_{0}(K),\,f\mapsto {\hat {f}},\,{\hat {f}}=} holomorphe Fortsetzung von {\displaystyle f},
d. h. die Gelfand-Transformation spielt hier die Rolle eines Fortsetzungsoperators.

## Bedeutung
Ist {\displaystyle A} eine kommutative C*-Algebra, so ist die Gelfand-Transformation der isometrische Isomorphismus aus dem Satz von Gelfand-Neumark für kommutative C*-Algebren. 
Das ist der Ausgangspunkt der Spektraltheorie.
Das {\displaystyle L^{1}({\mathbb {R} })}-Beispiel verallgemeinert sich auf lokalkompakte, abelsche Gruppen {\displaystyle G}. Der Gelfand-Raum von {\displaystyle L^{1}(G)} wird mit {\displaystyle {\hat {G}}} bezeichnet und kann wieder mit einer Gruppenstruktur versehen werden. Man nennt {\displaystyle {\hat {G}}} dann die Dualgruppe von {\displaystyle G}. Das ist ein Ausgangspunkt der abstrakten harmonischen Analyse.
Die Stone-Čech-Kompaktifizierung eines vollständig regulären Hausdorffraums {\displaystyle X} kann als Anwendung der Gelfand-Transformation auf die kommutative C*-Algebra {\displaystyle C_{b}(X)} der stetigen und beschränkten Funktionen auf {\displaystyle X} erhalten werden.
Der Kern der Gelfand-Transformation ist im Falle einer kommutativen Banachalgebra das Jacobson-Radikal, insbesondere ist das Jacobson-Radikal stets abgeschlossen. Hier zeigt sich wieder, wie algebraische und topologische Begriffe in der Theorie der Banachalgebren ineinandergreifen.